# Stictopleurus pictus
Espèce
Synonymes
- Corizus limbatus Rey, 1887

Stictopleurus pictus est une espèce d'insectes hétéroptères (punaises) de la famille des Rhopalidae.

## Publication originale
- Dr. Franz Xaver Fieber, Franz Xaver Fieber, Die europäischen Hemiptera. Halbflüger. (Rhynchota Heteroptera) (œuvre littéraire), Inconnu, Vienne, 1861, [lire en ligne].